# Cwichhelm
Cwichhelm (Inghilterra, VII secolo – dopo 678) è stato un vescovo britannico.

## Biografia
Cwichhelm o Cwichelm fu consacrato probabilmente intorno al 676. Ha rassegnato le dimissioni nel 678 e la sua data di morte è sconosciuta.

## Genealogia episcopale
La genealogia episcopale è:
- Papa Vitaliano
- Arcivescovo Teodoro di Canterbury
- Vescovo Cwichhelm